# Bothrosternini
Tribu
Les Bothrosternini forment une tribu d'insectes coléoptères de la famille des Curculionidae et de la sous-famille des Scolytinae.

## Liste des genres
Akrobothrus – Bothrosternus – Cnesinus – Eupagiocerus – Pagiocerus – Sternobothrus